# Olympische Winterspiele 2002/Teilnehmer (Estland)
| Gelbes Symbol für Goldmedaillen mit stilisierten Olympischen Ringen | Graues Symbol für Silbermedaillen mit stilisierten Olympischen Ringen | Braundes Symbol für Bronzemedaillen mit stilisierten Olympischen Ringen |
| ------------------------------------------------------------------- | --------------------------------------------------------------------- | ----------------------------------------------------------------------- |
| 1                                                                   | 1                                                                     | 1                                                                       |

Estland nahm 2002 zum sechsten Mal an Olympischen Winterspielen teil. Es wurden 17 Athleten nach entsandt, die in fünf verschiedenen Disziplinen antraten. Im Skilanglauf wurden eine Gold-, eine Silber- und eine Bronzemedaille gewonnen, damit belegte das Land den 17. Rang im Medaillenspiegel. Erfolgreichster Sportler war Andrus Veerpalu, der zwei Medaillen errang.
Fahnenträger bei der Eröffnungsfeier war der ehemalige Nordische Kombinierer Allar Levandi, der bei diesen Spielen nicht antrat.

## Übersicht der Teilnehmer

### Biathlon
Männer
- Janno Prants
10 km Sprint: 45. Platz (27:29,1 min)
12,5 km Verfolgung: Aufgabe
20 km Einzel: 63. Platz (59:14,0 min)
4 × 7,5 km Staffel: 11. Platz (1:28:38,2 h)

- Roland Lessing
10 km Sprint: 70. Platz (28:34,4 min)
20 km Einzel: 45. Platz (57:08,4 min)
4 × 7,5 km Staffel: 11. Platz (1:28:38,2 h)

- Dimitri Borovik
10 km Sprint: 30. Platz (26:50,1 min)
12,5 km Verfolgung: 26. Platz (35:33,1 min)
20 km Einzel: 56. Platz (58:02,5 min)
4 × 7,5 km Staffel: 11. Platz (1:28:38,2 h)

- Indrek Tobreluts
10 km Sprint: 48. Platz (27:31,1 min)
12,5 km Verfolgung: 41. Platz (36:57,4 min)
20 km Einzel: 53. Platz (57:52,1 min)
4 × 7,5 km Staffel: 11. Platz (1:28:38,2 h)

### Eiskunstlauf
Männer
- Margus Hernits
27. Platz (13,5)

### Nordische Kombination
- Jens Salumäe
Einzel: 40. Platz (48:36,2 min)
Sprint: 37. Platz (18:44,2 min)

- Tambet Pikkor
Einzel: Aufgabe
Sprint: 40. Platz (18:56,1 min)

### Skilanglauf
Frauen
- Piret Niglas
10 km klassisch: 51. Platz (32:49,1 min)
10 km Verfolgung: 54. Platz (14:36,9 min, nur klassisch, nicht für Freistil qualifiziert)

- Katrin Šmigun
10 km klassisch: 42. Platz (31:10,2 min)
15 km Freistil: 23. Platz (42:25,6 min)
30 km klassisch: 13. Platz (1:36:04,0 h)

- Kristina Šmigun-Vähi
1,5 km Sprint: 25. Platz (3:20,94 min, Qualifikation)
10 km klassisch: Aufgabe
10 km Verfolgung: 13. Platz (26:41,9 min)
15 km Freistil: 7. Platz (40:33,6 min)
30 km klassisch: 7. Platz (1:33:52,7 h)

Männer
- Indrek Tobreluts
1,5 km Sprint: 32. Platz (3:00,2 min, Qualifikation)

- Pavo Raudsepp
1,5 km Sprint: 34. Platz (3:01,4 min, Qualifikation)
30 km Freistil: 60. Platz (1:23:08,3 h)

- Raul Olle
50 km klassisch: 18. Platz (2:15:00,0 h)
4 × 10 km Staffel: 9. Platz (1:36:07,0 h)

- Priit Narusk
1,5 km Sprint: 38. Platz (3:01,75 min, Qualifikation)
15 km klassisch: 57. Platz (43:03,2 min)
20 km Verfolgung: 53. Platz (56:00,7 min)

- Meelis Aasmäe
15 km klassisch: 40. Platz (40:31,2 min)
50 km klassisch: 48. Platz (2:27:18,8 h)
4 × 10 km Staffel: 9. Platz (1:36:07,0 h)

- Jaak Mae
15 km klassisch: Bronze  (37:50,8 min)
20 km Verfolgung: 8. Platz (50:36,2 min)
4 × 10 km Staffel: 9. Platz (1:36:07,0 h)

- Andrus Veerpalu
15 km klassisch: Gold  (37:07,4 min)
50 km klassisch: Silber  (2:06:44,5 h)
4 × 10 km Staffel: 9. Platz (1:36:07,0 h)

### Skispringen
- Jaan Jüris
Einzel, Normalschanze: 44. Platz (79,0 Pkt., Qualifikation)
Einzel, Großschanze: 40. Platz (74,4 Pkt., Qualifikation)

- Tambet Pikkor
Einzel, Großschanze: 52. Platz (39,0 Pkt., Qualifikation)

- Jens Salumäe
Einzel, Großschanze: 49. Platz (78,9 Pkt., 1. Durchgang)